# 越南共和國海軍陸戰師
越南共和國海軍陸戰師（越南语：／），是越南共和國軍（南越軍）的海軍陸戰隊，由1954年當時仍在擔任越南國首相的吳廷琰建立，黎元康中將是該師任職時間最長的指揮官，1969年，越南共和國海軍陸戰師的規模擁有9,300人至15,000人，直到1973年為止。

## 下轄單位
- 分級單位 [1]
  - 師部營
  - 兩棲支援營
  - 通信營
  - 工兵營
  - 醫療營
  - 反坦克連
  - 憲兵連
  - 遠距離偵察巡邏連
- 第147陸戰旅（旅的數目被包含在營後）[2]
  - 第1陸戰營“野鳥”
  - 第4陸戰營（英语：4th Marine Battalion (South Vietnam)）“鯊魚殺手”
  - 第7陸戰營“灰虎”
  - 第1陸戰炮兵營“閃電火”
- 第258陸戰旅
  - 第2陸戰營“瘋狂水牛”
  - 第5陸戰營“黑龍”
  - 第8陸戰營“海鵰”
  - 第2陸戰炮兵營“神箭”
- 第369陸戰旅
  - 第3陸戰營“海狼”
  - 第6陸戰營“神鷹”
  - 第9陸戰營“猛虎”
  - 第3陸戰炮兵營“神弩”
- 第468陸戰旅（第4個旅），在1974年12月建立[3]
  - 第14陸戰營
  - 第16陸戰營
  - 第18陸戰營

## 歷任師長
- 黎光美少校（Lê Quang Mỹ）：1954年8月－1954年10月
- 黎光仲中校（Lê Quang Trọng）：1954年10月－1956年1月
- 范文柳少校（Phạm Văn Liễu）：1956年1月－1956年8月
- 裴傅志上尉（Bùi Phó Chí）：1956年8月－1956年10月
- 黎如雄少校（Lê Như Hùng）：1956年10月－1960年5月
- 黎元康少校（Lê Nguyên Khang）：1960年5月－1963年11月
- 阮伯連中校：1963年11月－1964年2月
- 黎元康上校（Lê Nguyên Khang）：1964年2月－1972年5月

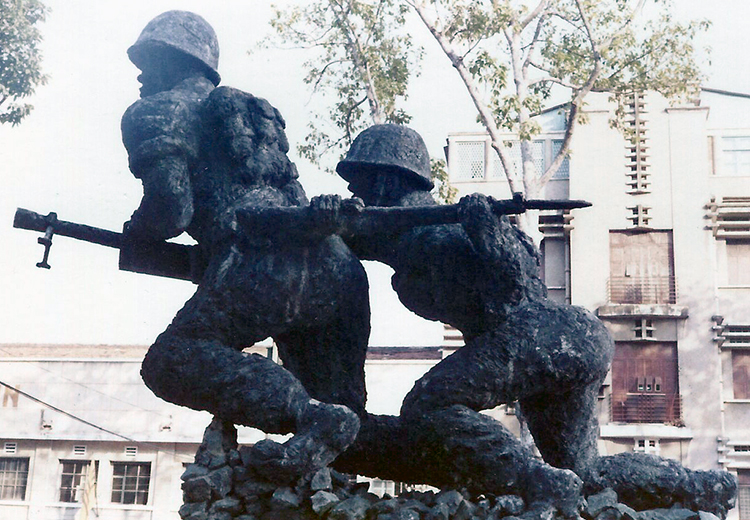
西貢的海軍陸戰士兵雕像，攝於1972年或1973年

- 西貢的海軍陸戰士兵雕像，攝於1972年或1973年裴世麟上校：1972年5月－1975年4月

## 註解
1. 1 2  Vietnam Marines 1965-73 (Elite) by Charles Melson (Author), Osprey Publishing (November 26, 1992) ISBN 185532251X
ISBN 978-1855322516
2. ↑  Vietnam Marines 1965-73 (Elite), Charles Melson (Author), Paul Hannon (Illustrator), Osprey Publishing, November 26, 1992, ISBN 1-85532-251-X, ISBN 978-1-85532-251-6
3. ↑  .   [2010-10-04]. （原始内容存档于2010-06-26）.

## 外部連結
- Vietnamese Marine Corps （页面存档备份，存于）
- Vietnamese Marine Corps （页面存档备份，存于） （越南文）
- LTC. Nguyen Minh Chau – Distinguished Vietnamese Comrade-in-Arms （页面存档备份，存于）
- The Vietnamese Marine Corps